# Kula (Montenegro)
Kula är ett berg i Montenegro. Det ligger i den centrala delen av landet i bergstrakten Prekornica. Toppen på Kula är 1 910 meter över havet.
Terrängen runt Kula är huvudsakligen kuperad, men åt sydväst är den bergig. I omgivningarna runt Kula växer i huvudsak lövfällande lövskog och gräsmarker.